# ノイアーブルク
ノイアーブルク (独: Neuerburg)はドイツ連邦共和国 ラインラント＝プファルツ州ビットブルク＝プリュム郡にある市。ノイアーブルク連合自治体 (独: Verbandsgemeinde Neuerburg) の行政庁所在地である。
アイフェル山地の中、ルクセンブルクとの国境付近、ビットブルクの北西約20k、ルクセンブルクのディーキルヒの北東約20kmに位置する。